# Ficl
Ficl (Forth Inspired Command Language)は、Forthを元にANSI Cで実装されたコマンド言語インタプリタである。その名称は、"Forth Inspired Command Language" のアクロニムである。Ficl は高速で小さく、移植が簡単で、他のシステムに組み込まれることを念頭において設計されている。そういった特徴から、FreeBSDのブートローダの実装に使用されている。